# Ferdinand Jantzen
Ferdinand Bernardus Jantzen (Amsterdam, 29 juni 1895 - Ede, 25 augustus 1987) was een Nederlands architect van protestantse kerken.

## Biografie
Na diverse technische en kunstzinnige opleidingen studeerde hij in 1920 af, waarna hij architectenbureaus, onder meer van Christiaan Posthumus Meyjes sr. en van Eduard Cuypers. In 1922 begon hij een eigen architectenbureau.
Hij ontwierp bakstenen kerkgebouwen, aanvankelijk in de stijl van het expressionisme, verwant aan de Amsterdamse School. Vanaf het einde van de jaren 30 van de 20e eeuw sloeg hij een meer traditionalistische richting in, welke na de Tweede Wereldoorlog meer en meer modernistische trekken kreeg. Vanaf het eind van de jaren 50 werd zijn werk meer en meer functionalistisch van aard.
Jantzen ontwierp, naast kerken, ook wel kerkmeubilair. Daarnaast restaureerde hij een aantal kerken.
Het werk van Jantzen vindt men vooral, maar niet uitsluitend, in het westen van Nederland.

## Werken

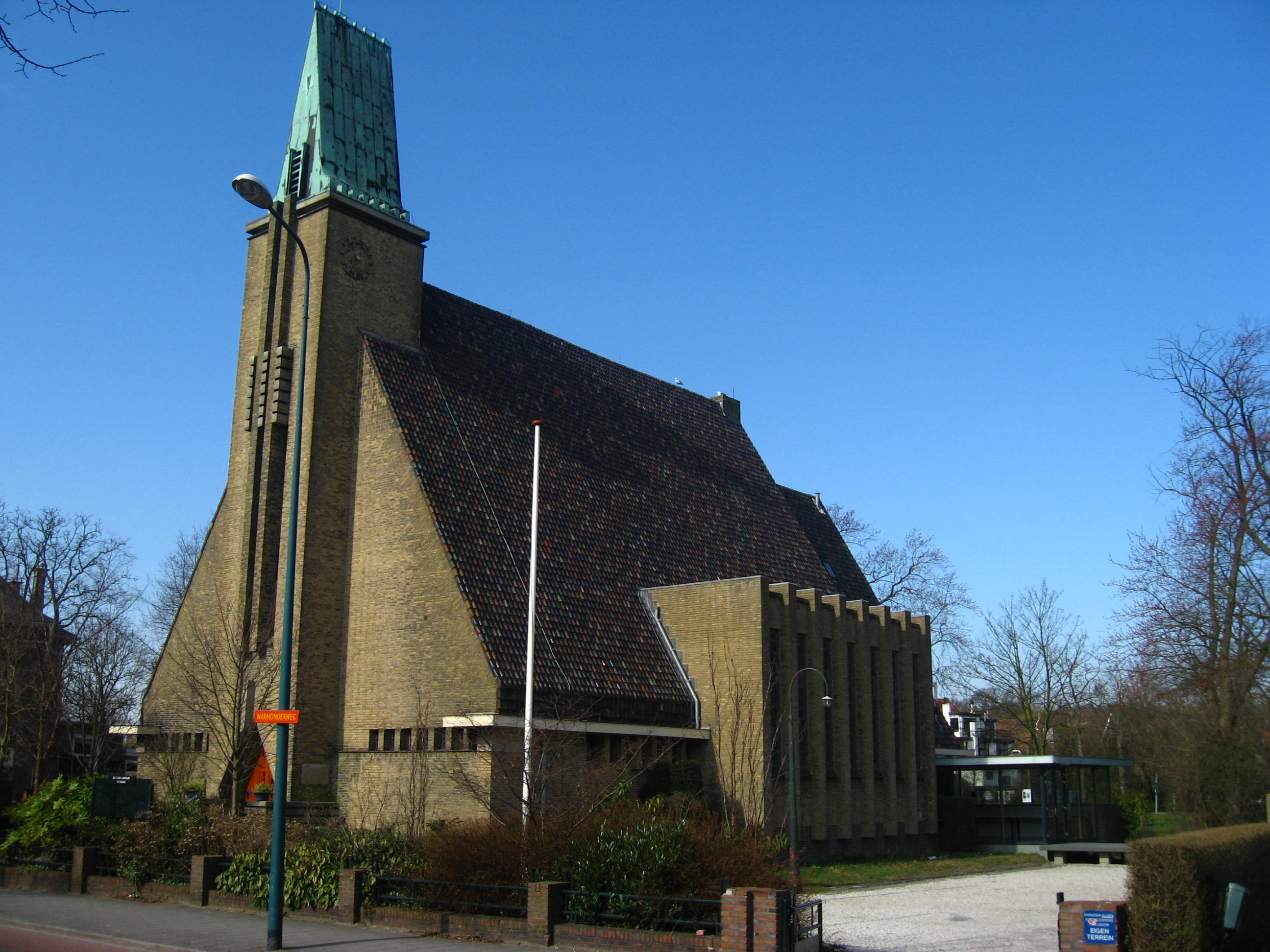
Voorbeeld van expressionisme: De Pauluskerk te Oegstgeest

- 1926: Hervormde kapel/wijkgebouw Westerwijk in een huizenblok te Amsterdam-West
- 1928: Jeruzalemkerk te Amsterdam-West
- 1932: Pauluskerk te Oegstgeest
- 1934: Schootsekerk te Eindhoven
- 1936: Uitbreiding van de Lutherse kerk te Ede
- 1937: Goede Herderkerk te IJmuiden
- 1937: Uitbreiding van de Lutherse kerk te Bussum
- 1938: Maarten Lutherkerk te Amsterdam-Zuid (Rivierenbuurt)
- 1938: Kruiskerk te Heerde
- 1942: Restauratie van de Hervormde kerk te Krommeniedijk
- 1946: Oorlogsmonument Amstelveenseweg
- 1950: Restauratie van de Grote Kerk te Loenen
- 1951: Lutherse kerk te Heusden
- 1955: Verlosserkerk te Marknesse
- 1957: Augustanakerk te Amsterdam-West (Bos en Lommer)
- 1957: De Schakel, kerk te Luttelgeest
- 1958-1965: Restauratie van de Lutherse kerk te Delft
- 1970: Gereformeerde kerk te Elst (Gelderland)

## Externe bron
- Archimon

- International Standard Name Identifier: 0000 0003 9001 9196
- Nederlandse Thesaurus van Auteursnamen: 073806498
- RKD-Nederlands Instituut voor Kunstgeschiedenis: 89509
- Virtual International Authority File: 283514109
- WorldCat: E39PBJrKWQVbmH93WxvBcWqhHC